# Podmíněné zastavení trestního stíhání
Podmíněné zastavení trestního stíhání je jeden ze způsobů rozhodnutí v českém trestním řízení vedeném o méně závažných trestných činech. Jde o specifické rozhodnutí mezitímní povahy, které následně může nabýt účinků konečného rozhodnutí ve věci samé. Podmíněné zastavení trestního stíhání se řadí mezi tzv. odklony (od klasického průběhu trestního řízení), v přípravném řízení může takto usnesením rozhodnout státní zástupce a po podání obžaloby soud. Rozhodnutí o podmíněném zastavení trestního stíhání nelze zaměňovat s rozhodnutím o zastavení trestního stíhání.

## Pojem
Institut podmíněného zastavení vychází z myšlenky, že v některých případech již samotné vedení trestního stíhání může mít na obviněného výchovný efekt a že není třeba provést celé řízení ukončené rozhodnutím soudu o vině a trestu. K rozhodnutí o podmíněném zastavení trestního stíhání dochází v dřívějších stadiích řízení, čímž dojde ke snížení zatížení orgánů činných v trestním řízení (např. pokud k takovému rozhodnutí dojde již v přípravném řízení, případ nezatíží soud, neboť před ním vůbec není projednáván).

## Podmínky
Trestní stíhání lze podmíněně zastavit při splnění následujících podmínek:
- je vedeno trestní řízení pro přečin, tedy úmyslný trestný čin se sazbou trestu do pěti let nebo všechny nedbalostní trestné činy
- obviněný se k činu doznal a vyslovil souhlas s podmíněným zastavením trestního stíhání
- obviněný nahradil škodu, pokud byla trestným činem způsobena, nebo s poškozeným uzavřel dohodu o její náhradě anebo učinil jiná potřebná opatření k její náhradě
- vzhledem k osobě obviněného, s přihlédnutím k jeho dosavadnímu životu a k okolnostem případu lze důvodně považovat rozhodnutí o podmíněném zastavení trestního stíhání za dostačující

Pod jiným potřebným opatřením k náhradě škody si lze např. představit v případě trestné činnosti v dopravě nahlášení dopravní nehody příslušné pojišťovně, která z titulu pojištění odpovědnosti za škodu způsobenou provozem vozidla nahradí škodu poškozenému. S ohledem na posledně uvedenou podmínku dochází k podmíněnému zastavení trestního stíhání nejvíce u obviněných, kteří jsou bezúhonní a u kterých je projednávaná trestná činnost mimořádným vybočením z jinak společensky nezávadného způsobu života.

## Zkušební doba a osvědčení
V rozhodnutí o podmíněném zastavení trestního stíhání se obviněnému stanoví zkušební doba v rozpětí 6 měsíců až 2 roky. Pokud obviněný škodu nenahradil již před rozhodnutím, zároveň se mu uloží, aby ji nahradil v průběhu zkušební doby. Obviněnému lze také uložit, aby ve zkušební době dodržoval přiměřená omezení a povinnosti směřující k tomu, aby vedl řádný život (např. aby se zdržel nadměrné konzumace alkoholických nápojů, aby nenavštěvoval nevhodná místa a nestýkal se s určitými osobami, aby se podrobil léčení závislosti na návykových látkách). Ve zkušební době se poté sleduje chování obviněného, zda se dopustil další trestné činnosti, přestupků či správních deliktů, a pokud to bylo uloženo, zda nahradil škodu podle dohody s poškozeným a zda dodržel příslušné povinnosti a omezení.
Po uplynutí zkušební doby se rozhodne, zda se obviněný osvědčil nebo zda se v jeho trestním stíhání bude pokračovat. Při osvědčení nastávají účinky věci rozhodnuté (tzv. res iudicata), a tedy pro stejný skutek již obviněného nelze trestně stíhat a k proběhlému řízení nelze přihlížet. Pokud je rozhodnuto o pokračování v trestním stíhání, v dané trestní věci jsou prováděny další úkony potřebné pro konečné rozhodnutí ve věci (např. pokud o podmíněném zastavení rozhodl státní zástupce, po rozhodnutí o pokračování podá na obviněného obžalobu a věc se projedná před soudem). O pokračování v trestním stíhání lze rozhodnout i v průběhu zkušební doby, např. je-li s ohledem na odsouzení obviněného pro jinou trestnou činnost spáchanou ve zkušební době jasné, že podmínky pro osvědčení nebudou splněny. Pokud by nebylo do jednoho roka po uplynutí zkušební doby bez zavinění obviněného rozhodnuto ani o jeho osvědčení ani o pokračování v trestním stíhání, nastává ze zákona fikce, že se ve zkušební době osvědčil.
V evidenci Rejstříku trestů se rozhodnutí o podmíněném zastavení trestního stíhání vykazuje pouze do rozhodnutí o osvědčení či o pokračování v trestním stíhání, nejdéle však jeden rok po uplynutí zkušební doby. Poté jsou údaje vyřazeny a nelze je zjistit ani z opisu z evidence Rejstříku trestů (na rozdíl od podmíněného odsouzení, které je v takovém opisu vykazováno i po osvědčení).